# Gnophaela aequinoctialis
Gnophaela aequinoctialis är en fjärilsart som beskrevs av Walker 1854. Gnophaela aequinoctialis ingår i släktet Gnophaela och familjen björnspinnare. Inga underarter finns listade i Catalogue of Life.